# Wum
Wum – miasto w Kamerunie, w Regionie Północno-Zachodnim, stolica departamentu Menchum. Liczy około 26,1 tys. mieszkańców.